# Ерлінг (Айова)
Ерлінг (англ. Earling) — місто (англ. city) в США, в окрузі Шелбі штату Айова. Населення — 397 осіб (2020).

## Географія
Ерлінг розташований за координатами 41°46′34″ пн. ш. 95°25′8″ зх. д. / 41.77611° пн. ш. 95.41889° зх. д. (41.776172, -95.418991).  За даними Бюро перепису населення США в 2010 році місто мало площу 1,56 км², уся площа — суходіл.

## Демографія
Згідно з переписом 2010 року, у місті мешкало 437 осіб у 175 домогосподарствах у складі 102 родин. Густота населення становила 280 осіб/км².  Було 185 помешкань (119/км²).
Расовий склад населення:
| - 97,9 % — білих - 1,4 % — корінних американців - 0,2 % — чорних або афроамериканців |

До двох чи більше рас належало 0,5 %. Частка іспаномовних становила 1,1 % від усіх жителів.
За віковим діапазоном населення розподілялося таким чином: 21,1 % — особи молодші 18 років, 46,6 % — особи у віці 18—64 років, 32,3 % — особи у віці 65 років та старші. Медіана віку мешканця становила 50,1 року. На 100 осіб жіночої статі у місті припадало 101,4 чоловіків;  на 100 жінок у віці від 18 років та старших — 94,9 чоловіків також старших 18 років.
Середній дохід на одне домашнє господарство  становив 61 406 доларів США (медіана — 44 000), а середній дохід на одну сім'ю — 75 538 доларів (медіана — 65 417). Медіана доходів становила 37 083 долари для чоловіків та 32 031 долар для жінок. За межею бідності перебувало 10,4 % осіб, у тому числі 22,3 % дітей у віці до 18 років та 2,9 % осіб у віці 65 років та старших.
Цивільне працевлаштоване населення становило 185 осіб. Основні галузі зайнятості: освіта, охорона здоров'я та соціальна допомога — 21,6 %, роздрібна торгівля — 15,1 %, будівництво — 14,6 %.